# Bill McIver
William McIver, detto Bill (Williamsport, 1942 – 2003), è stato un cantante statunitense, noto soprattutto per essere stato come voce bianca tra il 1952 e il 1955 l'interprete principale dell'opera lirica Amahl e i visitatori notturni di Gian Carlo Menotti.

## Biografia
Nel 1952, a 10 anni di età, Bill McIver succedette a Chet Allen come protagonista dell'opera lirica Amahl e i visitatori notturni (Amahl and the Night Visitors) di Gian Carlo Menotti. Come Allen, McIver era una voce bianca solista e membro del Columbus Boychoir, con sede a Princeton in New Jersey.
Se Allen aveva creato il personaggio di Amahl nella prima rappresentazione dell'opera del 1951, McIver fu quello che più di ogni altro ne definì il carattere. Potendo godere del vantaggio di aver cominciato l'esperienza ad un'età più precoce, ne divenne l'interprete indiscusso per ben quattro anni non solo nelle annuali rappresentazioni natalizie alla televisione americana ma anche in importanti produzioni teatrali come quella newyorkese del 1954. In tutte queste occasioni, come già Allen prima di lui, McIver ebbe il privilegio di lavorare sempre assieme alla soprano Rosemary Kuhlmann e sotto la direzione del compositore Gian Carlo Menotti e del direttore d'orchestra Thomas Schippers.
Contrariamente a Allen per il quale si erano aperte sia pur brevemente le porte del cinema e della televisione come attore bambino, McIver rimase concentrato solo ed esclusivamente sulla sua carriera musicale, anche quando la sua esperienza di voce bianca giunse nel 1956 al suo termine naturale e Kirk Jordan succedette a lui nel ruolo di Amahl nelle annuali rappresentazioni televisive dell'opera. Laureato all'Oberlin College, Jordan divenne uno stimato insegnante di conservatorio e presidente della National Association of Teachers of Singing. Il 24 dicembre 1996 ricorderà le sue esperienze giovanili in un'intervista radiofonica con Michel Martin alla National Public Radio (NPR).
Morì nel 2003 di cancro al pancreas. Nel 2007 la sua rappresentazione televisiva di Amahl del 1955 fu digitalizzata e resa disponibile sul mercato come DVD.

## Discografia
- Amahl e i visitatori notturni (1955) - DVD prodotto nel 2007